# Levy Niamkey
Levy Niamkey Miezzan, né le 11 juillet 1954 à Sinfra, est un journaliste et ancien ministre de la communication de Côte d’Ivoire.

## Biographie
Levy Niamkey nait le 11 juillet 1954 à Sinfra,.  Dans les années 1980 et 1990, il est le présentateur principal du journal télévisé de 20h de la Radiodiffusion Télévision Ivoirienne (RTI). Il occupe ensuite le poste de rédacteur en chef du journal télévisé de la RTI, avant d’accéder en janvier 2000 au poste de ministre de la communication de Côte d’Ivoire dans le gouvernement de Robert Guéï,,. Après un passage à la tête de la Direction générale de la Radiodiffusion Télévision Ivoirienne, Levy Niamkey est nommé président du Conseil national de la communication audiovisuelle (CNCA) en 2011. 